# 8 escudos (moneda ecuatoriana)

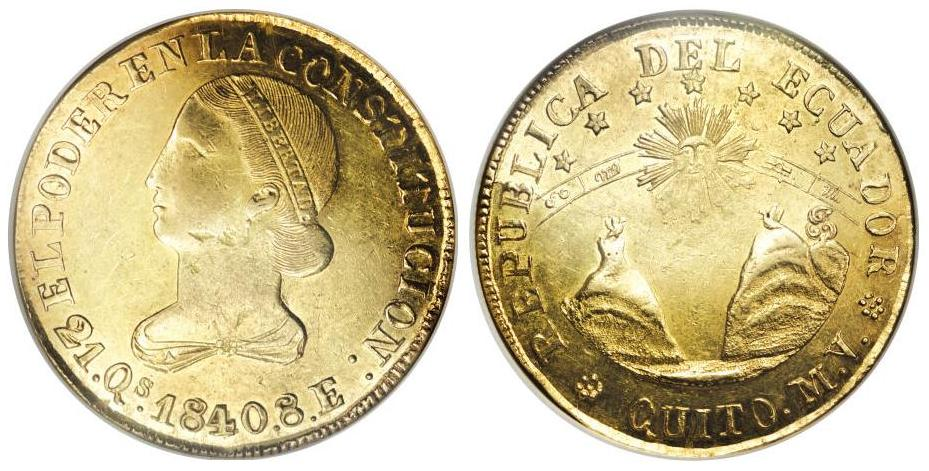
Moneda de Moby Dick

La moneda ecuatoriana de 8 Escudos de oro se conoce en el mundo de la literatura como la moneda de Moby Dick, pues su descripción aparece en la novela Moby Dick del estadounidense Herman Melville –emitida en 1851– y corresponde a la “pieza de dieciséis dólares” de una "onza", en realidad 27,07 gramos de oro .875  que el Capitán Ahab clavó en el mástil de su navío Pequod, prometiéndola en recompensa al primer hombre que “levante del agua” a la ballena blanca Moby-Dick en la novela homónima:
“Look ye! d’ye see this Spanish ounce of gold?”—holding up a broad bright coin to the sun—“it is a sixteen dollar piece, men. D’ye see it? […] Whosoever of ye raises me a white-headed whale with a wrinkled brow and a crooked jaw; whosoever of ye raises me that white-headed whale, with three holes punctured in his starboard fluke—look ye, whosoever of ye raises me that same white whale, he shall have this gold ounce, my boys!” / "¡Miren! ¿Ven esta onza española de oro?" —sosteniendo una amplia moneda brillante hacia el sol— "Es una pieza de dieciséis dólares, hombres. ¿Lo ven? [...] Cualquiera de ustedes que me levante una ballena de cabeza blanca con la frente arrugada y la mandíbula torcida; cualquiera de ustedes que me levante esa ballena de cabeza blanca, con tres agujeros perforados en su aleta de estribor, ¡miren, cualquiera de ustedes que me levante esa misma ballena blanca, tendrá esta onza de oro, mis muchachos!" 
La moneda es mencionada por primera vez en la novela Moby Dick en el capítulo 36 “The Quarter Deck” ("El cuarto de cubierta") y luego más extensamente en el capítulo 99 “The Doubloon” ("El doblón"). Pero debe advertirse que no se trata realmente de un doblón ya que esa denominación corresponde a una moneda española y la pieza descrita por Melville no pudo ser acuñada por la corona española, sino que se trata de una moneda de 8 escudos, la pieza de mayor denominación acuñada en esos años en la República del Ecuador.   
Realmente la "moneda de Moby Dick" fue acuñada en la República del Ecuador, en la Casa de la Moneda de Quito, entre los años 1838 y 1843, mucho después que Ecuador lograse su independencia de España, por lo que el término “doblón" (en inglés doubloon) presentado en la novela es equívoco en referencia a este raro ejemplar. La descripción concreta de Melville en la obra es la siguiente:
It so chanced that the doubloon of the Pequod was a most wealthy example of these things. On its round border it bore the letters, Republica del Ecuador: Quito. So this bright coin came from a country planted in the middle of the world, and beneath the great equator, and named after it; and it had been cast midway up the Andes, in the unwaning clime that knows no autumn. / "Dio la casualidad de que el doblón del Pequod era un ejemplo muy rico de estas cosas. En su borde redondo llevaba las letras, República del Ecuador: Quito. Así que esta moneda brillante vino de un país plantado en el medio del mundo, y debajo del gran ecuador, y lleva su nombre; y había sido arrojado a medio camino de los Andes, en el clima inmenguante que no conoce el otoño." 
Esta moneda de 8 escudos está actualmente en exhibición en el Museo Numismático del Banco Central del Ecuador, localizado en el centro histórico de Quito.